# Litothericles vespa
Litothericles vespa är en insektsart som beskrevs av Marius Descamps 1977. Litothericles vespa ingår i släktet Litothericles och familjen Thericleidae. Inga underarter finns listade i Catalogue of Life.